# Ouallam
Ouallam là một thị trấn ở vùng Tillabéri, tây nam Niger. Nó cách thủ đô Niamey khoảng 90 km.

## Nhân khẩu
Các dân tộc sinh sống tại đây là người Djerma, người Tuareg và người Fulani.
| 1977  | 1988  | 2001  | 2010   |
| ----- | ----- | ----- | ------ |
| 3.712 | 6.229 | 7.142 | 66.798 |

## Kinh tế
Ngành kinh tế chính của Ouallam là nông nghiệp. Người dân chăn nuôi gia súc, đồng thời trồng kê và cao lương.

## Giao thông
Thị trấn Ouallam nằm trên tuyến đường chính tới Niamey. Nó cũng có một sân bay (mã ICAO: DRRU)